# اراضی ابروگادیگ
اراضی ابروگادیگ (به انگلیسی: Abrugodige Estate) یک روستا در هند است که در کارناتاکا واقع شده‌است.